# Lista premierów Quebecu
Lista premierów Quebecu zawiera w kolejności chronologicznej nazwiska premierów kanadyjskiej prowincji Quebec, ich przynależność partyjną oraz rok objęcia i złożenia urzędu.
| Nazwisko                               | Przynależność partyjna       | Rok objęcia urzędu | Rok złożenia urzędu |
| -------------------------------------- | ---------------------------- | ------------------ | ------------------- |
| Pierre-Joseph-Olivier Chauveau         | Konserwatywna Partia Quebecu | 1867               | 1873                |
| Gédéon Ouimet                          | Konserwatywna Partia Quebecu | 1873               | 1874                |
| Charles-Eugène Boucher de Boucherville | Konserwatywna Partia Quebecu | 1974               | 1878                |
| Henri-Gustave Joly de Lotbinière       | Liberalna Partia Quebecu     | 1878               | 1879                |
| Joseph-Adolphe Chapleau                | Konserwatywna Partia Quebecu | 1879               | 1882                |
| Joseph-Alfred Mousseau                 | Konserwatywna Partia Quebecu | 1882               | 1884                |
| John Jones Ross                        | Konserwatywna Partia Quebecu | 1884               | 1887                |
| Louis-Olivier Taillon                  | Konserwatywna Partia Quebecu | 1887               | 1887                |
| Honoré Mercier                         | Liberalna Partia Quebecu     | 1887               | 1891                |
| Charles-Eugène Boucher de Boucherville | Konserwatywna Partia Quebecu | 1891               | 1892                |
| Louis-Olivier Taillon                  | Konserwatywna Partia Quebecu | 1892               | 1896                |
| Edmund James Flynn                     | Konserwatywna Partia Quebecu | 1896               | 1897                |
| Félix-Gabriel Marchand                 | Liberalna Partia Quebecu     | 1897               | 1900                |
| Simon-Napoléon Parent                  | Liberalna Partia Quebecu     | 1900               | 1905                |
| Lomer Gouin                            | Liberalna Partia Quebecu     | 1905               | 1920                |
| Louis-Alexandre Taschereau             | Liberalna Partia Quebecu     | 1920               | 1936                |
| Adélard Godbout                        | Liberalna Partia Quebecu     | 1936               | 1936                |
| Maurice Duplessis                      | Unia Narodowa                | 1936               | 1939                |
| Adélard Godbout                        | Liberalna Partia Quebecu     | 1939               | 1944                |
| Maurice Duplessis                      | Unia Narodowa                | 1944               | 1959                |
| Paul Sauvé                             | Unia Narodowa                | 1959               | 1960                |
| Antonio Barrette                       | Unia Narodowa                | 1960               | 1960                |
| Jean Lesage                            | Liberalna Partia Quebecu     | 1960               | 1966                |
| Daniel Johnson (starszy)               | Unia Narodowa                | 1966               | 1968                |
| Jean-Jacques Bertrand                  | Unia Narodowa                | 1968               | 1970                |
| Robert Bourassa                        | Liberalna Partia Quebecu     | 1970               | 1976                |
| René Lévesque                          | Partia Quebecu               | 1976               | 1985                |
| Pierre-Marc Johnson                    | Partia Quebecu               | 1985               | 1985                |
| Robert Bourassa                        | Liberalna Partia Quebecu     | 1985               | 1994                |
| Daniel Johnson (młodszy)               | Liberalna Partia Quebecu     | 1994               | 1994                |
| Jacques Parizeau                       | Partia Quebecu               | 1994               | 1996                |
| Lucien Bouchard                        | Partia Quebecu               | 1996               | 2001                |
| Bernard Landry                         | Partia Quebecu               | 2001               | 2003                |
| Jean Charest                           | Liberalna Partia Quebecu     | 2003               | 2012                |
| Pauline Marois                         | Partia Quebecu               | 2012               | 2014                |
| Philippe Couillard                     | Liberalna Partia Quebecu     | 2014               | 2018                |
| François Legault                       | Koalicja Przyszłość Quebecu  | 2018               |                     |